# Carl Cromme
Carl Cromme, auch Karl Cromme, (* 27. September 1908 in Damme; † nach 1974) war ein deutscher Architekt, Stadtplaner und Baubeamter.

## Leben
Cromme war der Sohn des Apothekers Karl bzw. Carl Julius Cromme (1869–1934) aus Haselünne und dessen Ehefrau Antonia genannt Toni geborene Bothe (* 1875). Sein ältester Bruder war der Apotheker und Politiker Anton Cromme, der zweitälteste Bruder war der Ingenieur Hans Cromme. Er studierte an der Technischen Hochschule Dresden, der Technischen Hochschule München und der Technischen Hochschule Berlin; 1933 schloss er das Studium mit dem akademischen Grad eines Diplom-Ingenieurs ab.
Von 1939 bis 1945 war er in der Reichsbauverwaltung tätig. Seit 1954 war er Dezernent für das Bauwesen der Stadt Osnabrück. In seiner letzten Verwendung war er als Ministerialrat in der Obersten Landesplanungsbehörde beim Niedersächsischen Ministerium des Innern tätig.
Cromme war Vorsitzender des Bauausschusses des Niedersächsischen Städtetags sowie Mitglied des Bauausschusses des Deutschen Städtetags. Zudem war er Vorsitzender des Architektenvereins von Osnabrück und Mitglied der Internationalen Gesellschaft der Stadt- und Regionalplaner.

## Ehrungen
Am 10. Februar 1972 erhielt Cromme für seine besonderen Verdienste als Stadtbaudezernent in Osnabrück das Bundesverdienstkreuz 1. Klasse. Nach ihm wurde der Carl-Cromme-Weg in Osnabrück benannt.
Das auf dem Gelände der früheren Primary School an der Dodesheide errichtete Wohnprojekt „Cromme Carree“ wurde nach Carl Cromme benannt, der die Entwicklung dieser Osnabrücker Wohnsiedlung in den 1950er Jahren initiierte („Demonstrativ-Programm Osnabrück Am Dodeshaus“).